# Chiasmocleis antenori
Espèce
Synonymes
- Syncope antenori Walker, 1973

Statut de conservation UICN

 LC  : Préoccupation mineure
Chiasmocleis antenori est une espèce d'amphibiens de la famille des Microhylidae.

## Répartition
Cette espèce se rencontre :
- dans l'est de l'Équateur dans les provinces de Pastaza, Orellana et de Napo ;
- dans l'est du Pérou dans les régions de San Martín et de Madre de Dios.

## Description
Chiasmocleis antenori mesure environ 11 mm pour les mâles et 12 mm pour les femelles (max : 13,2 mm). Son dos est brun foncé tacheté de blanc. Son ventre reprend les mêmes couleurs mais avec des taches plus grandes et plus nombreuses.

## Étymologie
Son nom d'espèce, antenori, fait référence à Antenor Leitão de Carvalho, herpétologiste et ichtyologiste brésilien, dont elle reprend le prénom.

## Publication originale
- Walker, 1973 : A new Genus and Species of Microhylid Frog form Ecuador. Occasional papers of the Natural History Museum, the University of Kansas, vol. 20, p. 1-10 (texte intégral).